# Anectopia igerna
Anectopia igerna är en insektsart som beskrevs av George Willis Kirkaldy 1907. Anectopia igerna ingår i släktet Anectopia och familjen sporrstritar. Inga underarter finns listade i Catalogue of Life.